# چتری

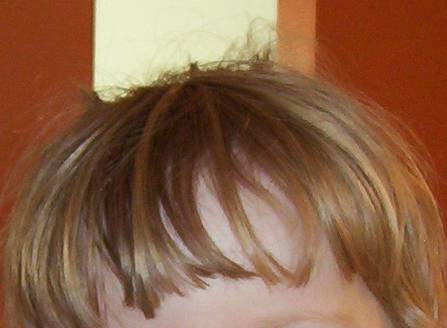
چتری

چتری مدل خاصی از آرایش مو است که در آن، قسمت جلوی موها چیده شده و به حالت صاف یا مجعد به روی پیشانی ریخته می‌شود. حالت کلاسیک موی چتری، به صورت صاف و تا بالای ابرو چیده می‌شود.
در اشعار زیادی در مورد موی چتری سروده اند. به این دلیل که چتری زینت چهره هر معشوقه می باشد. تداعی کننده ی آبشار موی یار است.